# Silvana Maria Costa Teixeira
Silvana Maria Costa Teixeira (São Luís, 14 marzo 1960) è un'ex cestista brasiliana.

## Carriera
Con il Brasile ha disputato i Campionati mondiali del 1979.